# Jean-Michel Roux
Pour les articles homonymes, voir Roux.
Jean-Michel Roux, né le 8 mai 1964 à Nancy (France) est un réalisateur et scénariste français.
Parmi ses films notables figurent Enquête sur le monde invisible et Les Mille Merveilles de l'univers.

## Biographie
Autodidacte, il a débuté par des œuvres de genre fantastique et de science-fiction. Passionné par les mystères de l'existence et l'invisible, il a ensuite réalisé des films documentaires dans les pays du Nord de l'Europe. Il découvre en 1990 l'Islande où il tourne deux moyen-métrages, un court et un long métrage. Il tourne en 1996 le long-métrage Les Mille Merveilles de l'univers avec Julie Delpy et Tchéky Karyo dans les rôles principaux. Son travail est récompensé par le Prix du meilleur film européen à la Mostra internationale de Rome en 1998 et le Grand Prix du Jury du Sweden Fantastic Film Festival à Malmo en 1999.
L'Ange du Nord (Pohjolan Enkeli) un documentaire sur l'âme humaine, les anges et l'au-delà est sorti en 2017 en salles en Finlande. Il est nommé dans la catégorie meilleur film documentaire en 2018 aux Jussis[réf. nécessaire].

## Filmographie
- 1984 : Quartier sauvage - court-métrage.
- 1987 : La voix du désert - court-métrage.
- 1992 : Trop près des dieux - court-métrage.
- 1997 : Les Mille Merveilles de l'univers - long-métrage.
- 1997 : Elfland - documentaire sur les elfes en Islande.
- 2002 : Enquête sur le monde invisible - documentaire en Islande.
- 2009 : Les Mysteres du snæfellsjökull - documentaire (46 min).
- 2009 : Le Cœur de la terre - court-métrage - conte fantastique.
- 2017 : L'Ange du Nord - documentaire en Finlande.

## Distinctions
- Prix du meilleur film et Mélies d’argent à la Mostra internationale de Rome pour Les Milles Merveilles de l'univers[4].
- Prix du meilleur film du Festival de Malmö[4].